# 上泉秀綱 (主水佐)
上泉 秀綱（かみいずみ ひでつな、天正11年（1583年） - 慶長20年2月14日（1615年3月13日））は、安土桃山時代から江戸時代初期の武将、米沢藩士。父は上泉泰綱、母は北条氏忠の娘。通称は主水佐、源五郎。

## 人物
上泉泰綱の嫡男として北条氏の小田原城下で誕生する。名は曽祖父・秀綱にあやかってつけられたと言われている。天正18年（1590年）小田原征伐によって北条氏が没落すると父と共に小田原を後にし、上野国館林・信濃国井上を転々とする。
慶長2年（1597年）上杉景勝の元に入り、慶長3年（1598年）上杉家臣・安江繁家の娘を妻に迎えた。慶長5年（1600年）慶長出羽合戦で父が戦死すると家督を継ぎ、また父の功によって1500石を与えられて直江兼続の麾下に置かれた。しかし慶長6年（1601年）上杉家が米沢30万石に減封されるにあたって、秀綱の禄高も500石に減らされた。
慶長12年（1607年）江戸城普請を命じられた上杉家の中奉行として工事を指揮。慶長19年（1614年）大坂冬の陣では鉄砲隊を率いて、鴫野の戦いで豊臣軍を破るが、その戦闘で秀綱自身も重傷を負う。景勝の主命によって京都で傷の療養をするも、翌慶長20年（1615年）京都で没した。
秀綱には男子が無かったため、秀綱の死後にその長女が志駄義秀の三男・源五郎を婿養子としている。なお次女は安江監物に嫁いでいる。